# 이언 커티스
이언 케빈 커티스(영어: Ian Kevin Curtis, 1956년 7월 15일 ~ 1980년 5월 18일)는 영국의 싱어송라이터이자 음악가다. 영국의 펑크 록 밴드 조이 디비전의 리더이자 보컬로 가장 잘 알려져 있다. 조이 디비전은 1979년에 데뷔 음반인 《Unknown Pleasures》을 발표했고, 1980년에 다음 음반 《Closer》를 발표했다.
조이 디비전의 첫 북미 투어 도중인 1980년 5월 18일, 그는 우울증과 뇌전증으로 고통받다 목을 매 자살하였다. 이 결과로 인해 조이 디비전은 해체되었고 뉴 오더가 결성되었다. 커티스는 굵은 바리톤 음색과 댄스 스타일 그리고 황폐, 공허, 소외의 이미지로 가득찬 작곡으로 유명했다. 1995년에 그의 아내였던 데보라 우드루프는 《먼 곳의 손길: 이언 커티스와 조이 디비전》(Touching from a Distance: Ian Curtis and Joy Division)이라는 커티스의 전기를 썼다. 그의 삶과 죽음은 《24시간 파티하는 사람들》(2002), 《컨트롤》(2007) 등의 영화에서 각색되었다.

## 유년기와 결혼
1956년 7월 15일 랭커셔주 스트렛퍼드의 메모리얼 병원에서 태어난 커티스는 체셔주 메이클즈필드에서 자랐다. 어린 시절에는 시 쓰는 것에 소질을 보였으며, 11살 때 킹스 스쿨에서 장학금을 받을만큼 성적이 우수한 편이었으나, 학업에는 별다른 관심이 없었다. 이런 이유로 그는 O레벨 시험을 치지 않고 학업을 중단했다.
커티스는 어린 시절 가게의 물건을 곧잘 훔치곤 했다. 청소년기 때는 음악에 관심이 있었지만 음반을 구입할 여유가 없었기 때문에, 메이클즈필드 타운 센터에서 음반을 훔쳐 회색 코트 아래에 숨겼다. 또한 학교 계획의 일환으로 노인을 방문하여 사회 봉사 활동을 하도록 강요받은 커티스는 처방약을 환자들로부터 훔쳐 친구들과 함께 나눠먹었다. 한 번은 너무 많이 먹어 위세척을 받기도 했다. 고등학교를 그만둔 뒤 커티스는 예술, 문학, 음악에 몰두하기 시작했다. 그는 맨체스터의 공무원이나 메이클즈필드의 공무원을 비롯한 다양한 직업에 종사했다.
커티스가 19세가 되던 1975년 8월, 그는 학교 친구였던 18세 데보라 우드루프(Deborah Woodruff)와 세인트 토마스 교회에서 결혼했다. 둘 사이에서 나온 딸인 내털리 커티스는 1979년 4월 16일에 태어났고, 사진 작가로 활동하고 있다.

## 조이 디비전
1976년 섹스 피스톨즈의 공연에서 이언은 버나드 섬너와 피터 훅을 만나 밴드를 결성, 작사가 겸 보컬리스트로 활동하기 시작했다. 스티븐 모리스가 최종 멤버로 합류하기 이전까지 그들은 드러머를 뽑는 데 어려움을 겪었다. 초기 밴드 이름은 '바르샤바(Warsaw)'였으나, 다른 밴드 'Warsaw Pakt'와 겹친다는 이유로 '조이 디비전'으로 이름을 바꾸었다. 이 이름은 소설 《더 하우스 오브 돌스》(The House of Dolls)에 등장하는 나치 캠프의 위안부 이름을 따온 것이다.
조이 디비전의 첫 번째 EP 《An Ideal For Living》에는 버나드 섬너가 그린, 히틀러 청소년단이 드럼을 치고 있는 그림이 있으며, 나치 리더였던 루돌프 헤스의 삶을 노래하는 곡인 〈Warsaw〉가 수록되어 있다. 앨런 에라스무스와 함께 팩토리 레코드를 설립한 토니 윌슨은 밴드가 《So It Goes》라는 텔레비전 프로그램에서 출연한 후에 커티스가 보낸, 독설이 가득한 편지를 읽고는 계약서에 싸인했다.
조이 디비전으로 활동하는 동안 이언 커티스는 특유의 어딘가 어색한 듯한 태도와 독특한 춤동작으로 이름을 알렸다. 커티스는 주로 소수의 트랙에서 기타를 연주했다. 섬너가 신시사이저를 치고 있었을 때 주로 기타를 쳤지만, 〈incubation〉과 〈Transmission〉의 필 세션 버전에서는 보기 드물게 둘 다 기타를 쳤다. 그가 처음 잡았던 기타는 섬너의 쉬골드 매스쿼래더(Shergold Masquerader)였으나, 1979년 9월 그는 그 자신의 기타를 구매했는데, 그것이 복스 팬텀 스페셜(Vox Phantom Special VI)이다. 이 기타는 스튜디오와 라이브 공연 모두 쓰였다. 커티스의 사후 섬너가 그 기타를 가졌으며 〈Everything's Gone Green〉 같은 초기 뉴 오더의 곡을 연주하는데 쓰였다.

## 사생활
커티스는 1978년경에 뇌전증 증상을 겪기 시작했으며, 이는 1979년과 1980년 공연과 투어의 압박으로 악화되었다. 그가 무대에서 선보인 춤은 때로 자신이 경험한 발작을 연상시켰으며, 공연 도중 실제로 발작이 일어나기도 했다. 공연 도중 쓰러져 무대 뒤로 운반되어야 할 사건이 몇 차례 있었다. 《The History of Rock 'n' Roll in Ten Songs》에서 그레일 마커스는 멜로디 메이커의 편집자인 존 세비지의 말을 빌려 그의 공연에 대해 이렇게 평가하였다. "이언 커티스의 혼을 쏙 뺴놓는 스타일은 데보라 커티스가 집에서 대처해야 했을 발작들의 모습을 반영"하며, "에너지와 음악의 원천으로 그의 발작을 의도적으로 재현하는 것일 수도 있다"고 하였다. 그의 약 복용은 감정의 기복을 비롯한 많은 부작용을 유발했다.
커티스의 미망인인 데보라는 그가 1979년 8월부터 벨기에의 언론인인 애닉 오노레(Annik Honoré)와 바람을 피우기 시작했다고 말했다. 그러나 오노레는 2010년 인터뷰에서 커티스와의 관계는 정신적인 사랑일 뿐이었다고 말했다. 커티스가 사망할 당시 데보라와의 결혼 생활은 무너져내렸고, 가족의 의무와 음악적 야망을 조화시키는데 어려움을 겪었다. 게다가 뇌전증으로 인해 건강이 악화를 거듭했다.

## 죽음
커티스의 마지막 라이브 공연은 1980년 5월 2일 버밍햄 대학의 하이 홀에서 열렸다. 이 공연에서 조이 디비전은 처음이자 마지막으로 〈Ceremony〉를 연주했다. 〈Ceremony〉는 이후 뉴 오더의 첫 싱글이 되었다. 커티스가 마지막으로 연주했던 곡은 〈Digital〉이었고, 컴필레이션 음반 《Still》에 공연의 부트랙이 실렸다.
5월 18일 새벽, 커티스는 메이클즈필드 바턴 거리 77번지에 위치한 자신의 집 부엌에서 목을 매달아 23살의 나이에 숨을 거두었다. 죽기 전에 그는 베르너 헤어초크 감독의 《스트로스체크》를 보았으며, 이기 팝의 음반 《The Idiot》를 들었다. 데보라 커티스가 다음 날인 19일 아침 그의 시신을 발견하였고, 그는 부엌의 빨랫줄로 목을 맨 상태였다. 데보라는 이언이 20세를 지나면서, 그가 살 의지를 잃어버렸다며 여러 번 말하곤 했다고 증언했다.
그는 화장되었고, 재는 메이클즈필드 공동묘지에 묻혔다. 그의 묘비에는 "Ian Curtis 18 – 5 – 80"와 "Love Will Tear Us Apart"라고 적힌 문구가 새겨져 있다. 이 묘비는 2008년 7월 도난당했고, 이후 글씨체가 바뀐 채로 다시 세워졌다. 1987년 《옵션》지와의 인터뷰에서, 스티븐 모리슨은 그가 어땠나고 묻는 사람들에게 이렇게 대답한다고 말했다. "농담도 좀 치고, 웃기도 하는 너랑 나와 다를 바 없는 놈이었어"

## 영화에서의 묘사
커티스는 1970년부터 1990년까지 팩토리 레코드 사의 극적인 발전과 몰락을 담은 《24시간 파티하는 사람들》에서 그려졌다. 2007년에는 그의 일생을 담은 영화인 《컨트롤》이 개봉했다. 이 영화는 데보라의 책인 《먼 곳의 손길》을 바탕으로 제작되었고, 네덜란드인 뮤직비디오 감독이자 록 다큐멘터리 감독인 안톤 코르베인이 감독했다. 그는 이전에 조이 디비전의 사진 작가로 활동했으며, 그들의 노래 〈Atmosphere〉의 뮤직 비디오를 감독하기도 했었다. 10000 Things의 보컬이자 배우인 샘 라일리가 이언 커티스 역을 맡았고, 서맨사 모턴이 그의 아내인 데보라 역을 맡았다. 2007년 3월 17일, 칸 영화제 초연 뒤 많은 호평을 받았으며, 감독 주간(Directors' Fortnight)에서 3개의 감독상을 받았다. 영화는 조이 디비전의 음악보다는 학창 시절 데보라와의 연애와 결혼, 그들의 내면의 삶과 명성의 균형, 애닉과의 불륜, 뇌전증과 우울증에 대한 저항, 그리고 그의 자살을 그려냈다.

## 박물관

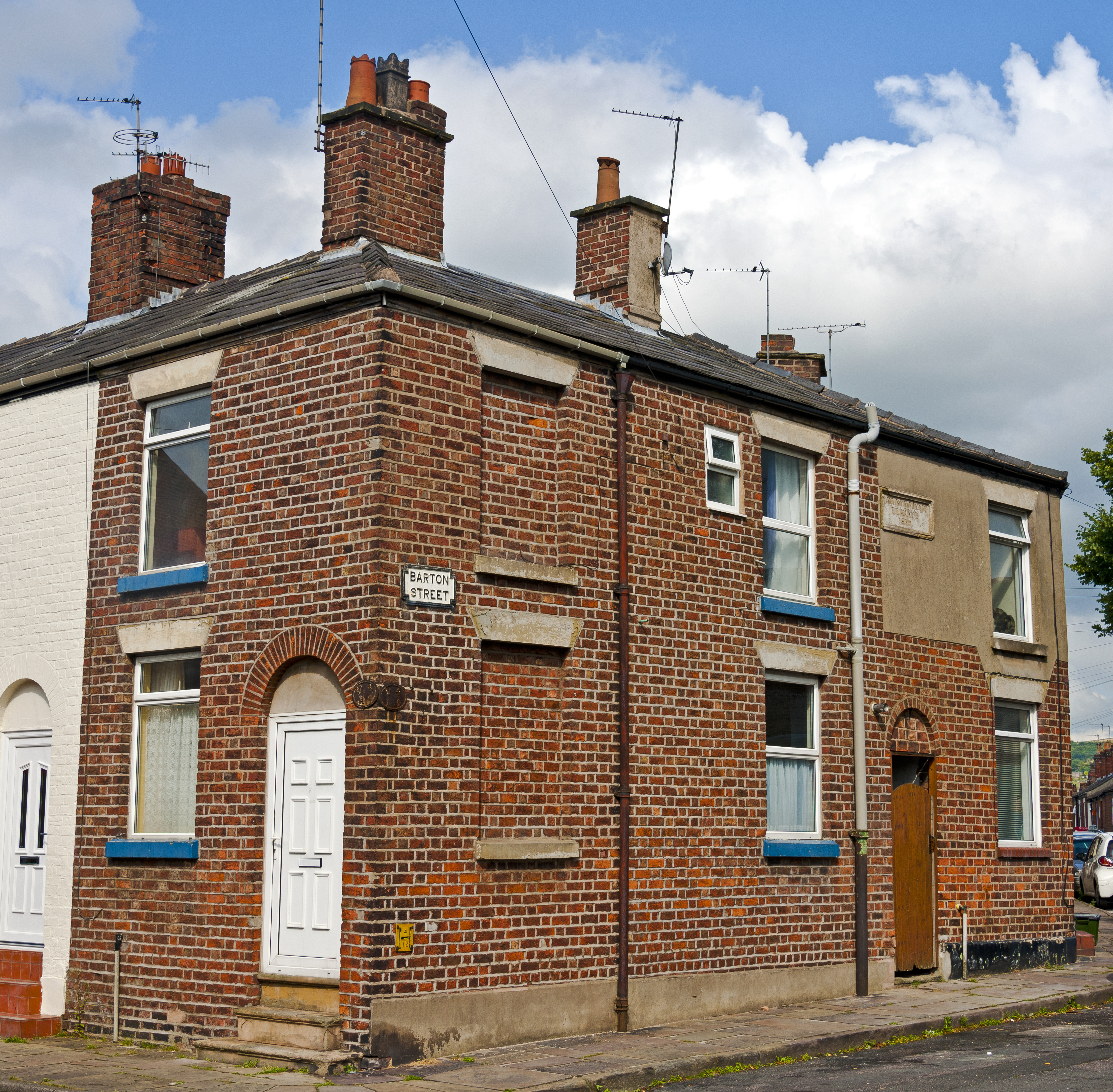
메이클즈필드 바턴 거리 17번지에 위치한 이언 커티스의 집

2014년, 이언 커티스가 메이클즈필드에서 마지막 생애 순간을 보냈던 집이 판매를 위해 올려졌다. 그 후 잭 데이비스(Zak Davies)라는 팬이 인디고고(Indiegogo)에서 캠페인을 시작하여 집을 구입했고, 이언 커티스와 조이 디비전 전용 박물관으로 유지하기 위한 모금 활동을 시작했다. 데이비스는 "미래 세대에게 이언 커티스의 음악과 삶을 제고 및 교육하고, 그가 걸었던 것과 같은 마루바닥을 팬이 걷는 경험을 허용"할 계획이라면서, 이를 메이클즈필드의 투어 장소로 추진했다. 그러나 이 캠페인은 최종 목표인 150,000파운드 중 2,000파운드 밖에 얻지 못했다. 그 돈은 이후 뇌전증 협회와 MIND 자선 단체에 기부되었다.
1년 후, 집은 유명 음악가 해더 골드먼(Hadar Goldman)이 115,000파운드에 구입했고, 개인 구매자의 판매를 취소하기 위해 필요한 법적 수수료를 충당하기 위해 75,000파운드를 더 지불했다. 골드만은 이 장소를 조이 디비전 박물관으로 바꾸고, 전 세계의 음악가와 예술가를 지원할 수 있는 디지털 허브로 도약시킬 계획이라고 밝혔다.

## 참고 서적
- Curtis, Deborah (1995) Touching from a Distance — Ian Curtis and Joy Division, Faber and Faber Limited; ISBN 0-571-17445-0
- Curts, Ian (2014). 《So This is Permanence: Joy Division Lyrics and Notebooks》. Chronicle Books  . ISBN 9781452138459.
- Middles, Mick and Reade, Lindsay (2006) Torn Apart: The Life of Ian Curtis, Omnibus Press; ISBN 1-84449-826-3
- Heylin, Clinton and Wood, Craig (1988) Joy Division: Form (and Substance), Sound Pub; ISBN 1-871407-00-1
- Middles, Mick (1996) From Joy Division to New Order, Virgin Books; ISBN 0-7535-0638-6
- Edge, Brian (1984) Pleasures and Wayward Distractions, Omnibus Press; ISBN 0-7119-1439-7